# Leliënberg
Leliënberg is een dorp in Curaçao. Het bevindt in het noordwesten van het eiland, en grenst aan het Christoffelpark.

## Geschiedenis
De plantage Leliënberg was rond 1710 gesticht, en werd vroeger St. Heronimus genoemd. Het was met 1.200 hectare een van de grootste plantages of Curaçao, en hield zich bezig met veeteelt. Na de afschaffing van de slavernij in 1863, ging het slechter met de plantage. In 1878 werd de plantage en de landhuizen geveild, en eindigde Rojer, de plantagehouder, in een hutje op een kostgrond net als de voormalige slaven. Van het landhuis resteren alleen ruïnes.
Tussen 1905 en 1907 werden in de grotten van de 190 meter hoge Sint Hieronymus Tafelberg fosfaat gewonnen. Tot 1940 was de economie van Leliënberg gebaseerd op zelfvoorzieningslandbouw en veeteelt.

## Overzicht
In Leliënberg is er sprake van een vergrijzing. Opvallend is dat 6,1% Chinees als moedertaal spreekt ondanks dat de Chinezen niet als bevolkingsgroep in de statistiek staan. Waarschijnlijk betreft het een tweede generatie die in Curaçao geboren is. Het gemiddelde inkomen ligt net boven de armoedegrens, en het opleidingsniveau is het laagst van het eiland. Leliënberg is een veilig en rustig dorp. Het dorp heeft een minimarkt en drie snackbars, maar is voor voorzieningen aangewezen op Barber.

## Museum di Ka’i Orgel
Een ka'i orgel is een traditioneel draaiorgel. Serapio Pinedo is een orgelmaker uit Flip die later naar Leliënberg was verhuisd. Pinedo had tijdens zijn leven 63 orgels gebouwd. In 2016 opende hij op 93-jarige leeftijd het Museum di Ka’i Orgel in zijn voormalige woonhuis. Het museum is van 9.00 tot 14.00 uur geopend.